# (23550) 1994 GK9
1994 جي كي 9 (ويعرف أيضًا باسم (23550) 1994 جي كي 9 وفق تسمية الكوكب الصغير) (بالإنجليزية: 1994 GK9)‏ هو كويكب ضمن حزام الكويكبات؛ وترتيبه 23550 من حيث الاكتشاف.
اكتُشف هذا الجُرم الفلكي بواسطة اليانور إف. هيلين في 11 أبريل 1994.

## وصلات خارجية
- (23550) 1994 GK9 في قاعدة بيانات مختبر الدفع النفاث لأجرام النظام الشمسي الصغيرة

- الاكتشاف · مخطط المدار ·  العناصر المدارية · المعلمات المادية

- (23550) 1994 GK9 على موقع ويكي سكاي: DSS2, SDSS, GALEX, IRAS, Hydrogen α, X-Ray, Astrophoto, Sky Map, Articles and images